# 曽根晴美
曽根 晴美（そね はるみ、1937年9月5日 - 2016年6月16日）は、日本の俳優・映画プロデューサー。大阪府大阪市出身。別名義は曽根 将之。所属事務所はサイプロダクション。

## 来歴
学生時代は野球に打ち込み、日本プロ野球・東映フライヤーズの支配下に入るが、負傷のため正式契約前にプロ野球選手を断念。進路に迷う中、「東映がニューフェイス募集している。変わった顔だから入れ」と勧められ写真と履歴書を送付したところ、1957年（昭和32年）に第4期東映ニューフェイスに選ばれる。『明星』1962年4月号の曾根（曾根晴美表記）のインタビューでは「大阪商業時代に主将・遊撃手として甲子園出場目前まで行ったが敗退し、練習生として近鉄パールスに入団した。しかし野球に見切りをつけて映画界に入った」と話している。同期には佐久間良子・水木襄・室田日出男・花園ひろみ・山口洋子・山城新伍らがいた。
1958年（昭和33年）、『裸の太陽』でデビュー。1961年（昭和36年）には千葉真一が初主演・深作欣二が初監督をした映画『風来坊探偵 赤い谷の惨劇』に「スペードの鉄」役で準主演し、「拳銃コンビ」のキャッチコピーで売り出された。シリーズ化された第2作『風来坊探偵 岬を渡る黒い風』でもジョーカーの鉄で準主演した。ギャング映画では主要人物の1人として、ヤクザ映画・アクション映画では脇役・敵役で出演した。
1996年（平成8年）、息子の曽根英樹（現・曽根悠多）主演のVシネマ『仁義なき野望』をプロデュース。
2016年（平成28年）6月16日午後、胆管細胞癌のため名古屋市内の病院で死去、78歳没。訃報は同年7月5日に公表された。

## 人物・エピソード
プロ野球を断念して俳優になったこともあり、「役者は好きでやったわけじゃない」という。
『プレイガール』に多数ゲスト出演しているが、監督がみんな友達だったので「入れといてくれよ、ちょっと金ないから」といった感じで、「小遣い稼ぎで出ていたから印象がない」とのことで、深作が参加していた『キイハンター』の方が「印象があった」という。
時代劇『変身忍者 嵐』では悪役「骸骨丸」を演じているが、演じたきっかけは「時代劇だったし、レギュラーやったことないし、子供番組みたいなのはやったことないけど、骸骨丸ってのはワルで子供にものすごく嫌われるだろうし、よし、やってみようと思って、そんなに考えなかった」というものだった。いざ演じてみると曽根の思ったとおり、近所の子供たちが「骸骨丸だ、骸骨丸だ」と寄ってきた。子供番組での悪役について「子供には楽しんでもらえたな」「だから好きだよ。いまでも話が来たら喜んでやりますよ。でも悪役だったけど、子供に嫌われるんではなくアイドルみたいになっちゃうからね、だからありがたいですね」と語っている。この時期は京都での仕事がほとんどで、東京と京都を往復して『仁義なき戦い』シリーズなどに出ていた。
東映京都の『仁義なき戦い 完結篇』（1974年）では北大路欣也と山城新伍を撃ちまくる殺し屋を演じるが、これは曽根が深作に「この2人殺すの、おれにやらせろ」と無理やり出させてもらったものである。監督には「前に違う役で出てるから顔がわかったら困る」と言われたので、帽子を深くかぶって顔がわからないように演じている。曽根は『仁義なき戦い』シリーズを振り返って、「ただやっぱり、あの映画（シリーズ）が俺をプロデューサーにしたかもしれないね、いずれ、ああいうのを作ろうと思ってる」と語っている。
息子は俳優の曽根悠多、娘はフィギュアスケート選手の曾根美樹。

## 出演

### 映画
- 裸の太陽（1958年、東映） ※デビュー作
- 空中サーカス 嵐を呼ぶ猛獣（1958年、東映）
- 埠頭の縄張り（1959年、東映）
- 拳銃を磨く男 あの女を探せ（1959年、東映）
- リスとアメリカ人 廃虚の銃声（1959年、東映）
- 空港の魔女（1959年、東映）
- 拳銃を磨く男（1959年、東映）
- スピード狂時代 命を賭けて（1959年、東映）
- 警視庁物語 一〇八号車（1959年、東映）
- ずべ公天使（1960年、東映）
- 続ずべ公天使 七色の花嫁（1960年、東映）
- 秘密（1960年、東映）
- 波止場野郎（1960年、第二東映）
- 消えた密航船（1960年、東映）
- 不死身の男（1960年、第二東映）
- 東から来た流れ者（1960年、東映）
- 砂漠を渡る太陽（1960年、東映）
- ぽんこつ（1960年、東映）
- 黄金の掟（1960年、東映）
- 特ダネ三十時間 笑う誘拐魔（1960年、東映）
- 特ダネ三十時間 白昼の脅迫 女の牙（1960年、東映）
- 野獣の眼（1960年、東映）
- 遥かなる母の顔（1960年、東映）
- 俺から行くぞ（1960年、東映）
- 大いなる驀進（1960年、東映）
- 白い粉の恐怖（1960年、東映）
- 殺られてたまるか（1960年、東映）
- 億万長者（1960年、東映）
- 俺らは空の暴れん坊（1961年、東映）
- 警視庁物語 十二人の刑事（1961年、東映）
- 銀座野郎（1961年、東映）
- 飛ばせ特急便 深夜の脱獄者（1961年、東映）
- 風来坊探偵シリーズ（1961年、ニュー東映）
  - 風来坊探偵 赤い谷の惨劇 - スペードの鉄
  - 風来坊探偵 岬を渡る黒い風 - ジョーカーの鉄
- 東京新撰組（1961年、ニュー東映）
- 拳銃野郎に御用心（1961年、東映）
- 花と嵐とギャング（1961年、ニュー東映）
- 荒原牧場の決闘（1961年、ニュー東映）
- 静かなるならず者（1961年、ニュー東映）
- 黄色い風土（1961年、ニュー東映）
- 白昼の無頼漢（1961年、ニュー東映）
- 恋と太陽とギャング（1962年、東映）
- ギャング対ギャング（1962年、東映）
- 裏切者は地獄だぜ（1962年、東映）
- 花と野盗の群れ（1962年、東映）
- 胡蝶かげろう剣（1962年、東映）
- 残酷な月（1962年、東映）
- アイ・ジョージ物語 太陽の子（1962年、東映）
- 狙い射ち無頼漢（1962年、東映）
- 遊民街の銃弾（1962年、東映）
- 地獄の裁きは俺がする（1962年、東映）
- 南太平洋波高し（1962年、東映）
- 暗黒街最後の日（1962年、東映）
- ギャング対Gメン（1962年、東映）
- 特別機動捜査隊（1963年、東映）
- ギャング対Gメン 集団金庫破り（1963年、東映）
- ギャング忠臣蔵（1963年、東映）
- ギャング同盟（1963年、東映）
- 最後の顔役（1963年、東映）
- 柔道一代（1963年、東映） - 横川次郎作
- 暗黒街最大の決斗（1963年、東映）
- やくざの歌（1963年、東映） - 双葉真
- 右京之介巡察記（1963年、東映）
- 月影忍法帖 二十一の眼（1963年、東映） - 三次
- 紫右京之介 逆一文字斬り（1964年、東映）
- 人生劇場 飛車角（1963年、東映）
- 車夫遊侠伝 喧嘩辰（1964年、東映）
- 東京ギャング対香港ギャング（1964年、東映）
- 博徒（1964年、東映）
- 大喧嘩（1964年、東映）
- コレラの城（1964年、東映）
- 列車大襲撃（1964年、東映）
- 顔役（1965年、東映）
- 関東やくざ者（1965年、東映）
- 明治侠客伝 三代目襲名（1965年、東映）
- 兄弟仁義（1966年、東映）
- 関東破門状（1965年、東映）
- 日本侠客伝 関東篇（1965年、東映）
- 次郎長三国志 甲州路殴り込み（1965年、東映）
- 昭和残侠伝 一匹狼（1966年、東映）
- 日本暗黒街（1966年、東映）
- 侠客三国志 佐渡ヶ島の決斗（1966年、東映）
- ボスは俺の拳銃で（1966年、東映）
- 昭和最大の顔役（1966年、東映）
- 大陸流れ者（1966年、東映）
- 解散式（1967年、東映）
- 昭和残侠伝 血染めの唐獅子（1967年、東映）
- 網走番外地 悪への挑戦（1967年、東映）
- 続・組織暴力（1967年、東映）
- 博奕打ち 総長賭博（1968年、東映）
- 博徒解散式（1968年、東映） - イサオ
- 日本侠客伝 絶縁状（1968年、東映）
- あゝ予科練（1968年、東映）
- 極悪坊主（1968年、東映）
- ごろつき（1968年、東映）
- 獄中の顔役（1968年、東映）
- 妖艶毒婦伝 人斬りお勝（1969年、東映）
- 昭和残侠伝 唐獅子仁義（1969年、東映）
- 日本暴力団 組長（1969年、東映）
- 夜の歌謡シリーズ 長崎ブルース（1969年、東映）
- 夜の歌謡シリーズ 悪党ブルース（1969年、東映）
- 不良番長シリーズ
  - 不良番長 猪の鹿お蝶（1969年、東映）
  - 不良番長 どぶ鼠作戦（1969年、東映）
  - 不良番長 練鑑ブルース（1969年、東映）
  - 不良番長 口から出まかせ（1970年、東映）
- 反逆のメロディー（1970年、日活）
- 血染の代紋（1970年、東映）
- 斬り込み（1970年、日活）
- 温泉こんにゃく芸者（1970年、東映）
- ずべ公番長 夢は夜ひらく（1970年、東映）
- 花の特攻隊 あゝ戦友よ (1970年、日活)
- 任侠列伝 男（1971年、東映）
- ずべ公番長 はまぐれ数え唄（1971年、東映）
- 博徒外人部隊（1971年、東映）
- 関東流れ者（1971年、日活）
- 関東破門状（1971年、日活）
- ポルノの帝王（1971年、東映）
- 日本暴力団 殺しの盃（1972年、東映）
- ポルノの帝王 失神トルコ風呂（1972年、東映）
- 日本悪人伝 地獄の道づれ（1972年、東映）
- まむしの兄弟 刑務所暮し四年半（1973年、東映）
- やくざ対Gメン 囮（1973年、東映）
- 仁義なき戦いシリーズ（東映）
  - 仁義なき戦い（1973年） - 矢野修司
  - 仁義なき戦い 代理戦争（1973年） - 上田利男
  - 仁義なき戦い 頂上作戦（1974年） - 上田利男
  - 仁義なき戦い 完結篇（1974年） - 千野巳代次
- 山口組外伝 九州進攻作戦（1974年、東映）
- 唐獅子警察（1974年、東映）
- 極悪拳法（1974年、東映）
- 三代目襲名（1974年、東映）
- 実録飛車角 狼どもの仁義（1974年、東映）
- 脱獄広島殺人囚（1974年、東映）
- 子連れ狼 地獄へ行くぞ! 大五郎（1974年、東宝 / 勝プロ）
- 女囚やくざ（1974年、東映）
- ジーンズブルース 明日なき無頼派（1974年、東映）
- 日本任侠道 激突篇（1975年、東映） - 水上連太郎
- 仁義の墓場（1975年、東映） - 遠山敏
- ウルフガイ 燃えろ狼男（1975年、東映） - 新井
- 県警対組織暴力（1975年、東映）
- 資金源強奪（1975年、東映）
- 青い性（1975年、東映） - 三枝
- 実録外伝 大阪電撃作戦（1976年、東映）
- 暴走パニック 大激突（1976年、東映）[5]
- 新仁義なき戦い 組長最後の日（1976年、東映）[5]
- 沖縄やくざ戦争（1976年、東映） - 工藤一男 役[5]
- やくざの墓場 くちなしの花（1976年、東映）[5]
- やくざ戦争 日本の首領（1977年、東映）[5]
- 北陸代理戦争（1977年、東映） - 金井組幹部 大崎軍次
- 柳生一族の陰謀（1978年、東映）
- 赤穂城断絶（1978年、東映）
- 沖縄10年戦争（1978年、東映）
- 冬の華（1978年、東映） - 望月修二
- 宇宙からのメッセージ MESSAGE from SPACE（1978年、東映）
- その後の仁義なき戦い（1979年、東映） - 小西則夫
- 日本の黒幕（1979年、東映） - 池内豊
- 真田幸村の謀略（1979年、東映）
- ミスターどん兵衛（1980年、東映）
- 冒険者カミカゼ -ADVENTURER KAMIKAZE-（1981年、東映） - 塚田剛
- 制覇（1982年、東映）
- 里見八犬伝（1983年、角川春樹事務所）
- 遺産相続（1990年、東映）
- 極道の妻たち 最後の戦い（1990年、東映） - 川越会幹部 空地丈太郎
- 新極道の妻たち（1991年、東映） - 藤波組若頭 松岡龍三
- 民暴の帝王（1993年、東映）
- 第三の極道（1995年、ヒーロー） - 藤堂組武侠会 相馬健太郎
- 新・仁義なき戦い。（2000年、東映）
- 弱虫 チンピラ（2000年、グルーヴコーポレーション
- 荒ぶる魂たち（2002年、大映）
- 新・仁義の墓場（2002年、大映 / 東映ビデオ） - 沢田一家代貸
- 極道恐怖大劇場 牛頭 GOZU（2003年、オフィスアスク）- カズ
- IZO（2004年、チームオクヤマ） - 財界のドン
- フレンズ（2004年、ラスカル）
- 東京ゾンビ（2005年、東芝エンタテインメント）
- ワースト☆コンタクト（2005年、ファインフィルムズ）
- 柳生十兵衛 世直し旅（2015年） - 池上甚八(刺客)

### テレビドラマ
- 七色仮面（1959年、NET / 東映）
- 風雲児半次郎（1964年 - 1965年、12ch） - 別府晋介
- 銭形平次（CX / 東映）
  - 第1話「おぼろ月夜の女」（1966年） - 巳之吉
  - 第38話「夜釣りの客」（1967年） - 辰之助
  - 第50話「血ぬられた庖丁」（1967年） - 留吉
  - 第93話「万七手柄」（1968年） - 源吉
- キイハンター（TBS / 東映）
  - 第24話「私たち人殺しなの」（1968年）
  - 第140話「人殺しあの手この手」（1970年）
  - 第178話「南の国へヌードで新婚珍道中」（1971年）
  - 第179話「さすらいの一匹狼 荒野の挑戦」（1971年）
  - 第236話「夕陽のガンマン 荒野の大襲撃」（1972年） - 氷村
  - 第239話「地獄の殺人! 大捜査網」（1972年） - 室戸
  - 第245話「エロチカ! 口紅殺人事件」（1972年） - 麻生譲次
- プレイガール（12ch / 東映）
  - 第10話「女心に手錠をかけて」（1969年） - 中田
  - 第38話「女のどたん場」（1969年）
  - 第47話「死骸にかたくくちづけを」（1970年） - 田村五郎
  - 第84話「新幹線殺人事件」（1970年） - 添島
  - 第94話「恋の長崎殺人事件」（1971年） - 中谷
  - 第206話「銀嶺は復讐の血で燃えた」（1973年） - 阿部
  - 第240話「裸の女にゃトゲがある」（1973年） - 大江
  - 第250話「深海の裸女の群れ」（1974年） - 長谷哲次
  - 第276話「裸のままで、この朝を」 (1974年） - 若林修
- フラワーアクション009ノ1 第6話「宇宙ロケットを奪回せよ」（1969年、CX / 東映） - 熊井
- ゴールドアイ（1970年、NTV / 東映）
  - 第9話「大暗殺集団」
  - 第18話「恐怖の空中密輸」 - 沢田
- 遠山の金さん捕物帳（NET / 東映）
  - 第89話「喧嘩を仕組んだ男」（1972年） - 政
  - 第156話「剃刀と呼ばれた男」（1973年） - 辰三
- さすらいの狼 第3話「竜と少年」（1972年、NET / 東映）
- 世なおし奉行 第8話「馬鹿の置きみやげ」（1972年、NET / 東映）
- 変身忍者 嵐 （1972年、MBS / 東映） - 骸骨丸
- アイフル大作戦（1973年、TBS / 東映）
  - 第9話「死を招く目のない人形」
  - 第13話「逃亡と追跡！赤い唇100万$」
  - 第31話「メロメロ！お色気大作戦」
- ご存知遠山の金さん（1974年、NET / 東映）
  - 第15話「お町は見た」  - 源次
  - 第51話「天馬のいななき」
- 唖侍 鬼一法眼 第18話「野盗と花と子供たち」（1974年、NTV / 勝プロ） - 源次
- バーディ大作戦 （TBS / 東映）
  - 第1話「連続ピストル強盗団」（1974年） - ピストル強盗団リーダー
  - 第27話「レディ（秘）大作戦」（1974年）
  - 第53話「ニセ追出刑事 質屋猫ババ殺人事件」（1975年）
- 太陽にほえろ! 第141話「無実の叫び」・第142話「真実はどこに?」（1975年、NTV / 東宝） - 原田圭二郎
- ザ★ゴリラ7 第19話「南国宝さがし大作戦」（1975年、NET / 東映） - クリーン金融社長
- Gメン'75 （TBS / 東映）
  - 第3話「警官殺し!」（1975年） - 北見健治
  - 第3話「背番号3長島対Gメン」（1975年） - 坂田組幹部Ａ
  - 第40話「硫酸とビキニの女」（1976年） - 武藤勝治
  - 第45話「警視庁広域手配NO.307」（1976年） - 怪盗307号
- 遠山の金さん（NET / 東映）※杉良太郎版
  - 第19話 「渡る世間の鬼を斬れ!!」（1976年） ｰ 銀次
  - 第81話 「お京・合掌！」（1977年） - 熊五郎
- 十手無用 九丁堀事件帖 第16話「娘のいのり」（1976年、NTV / 東映） - 権太
- 大都会 闘いの日々 第10話「憎しみの夜に」（1976年、NTV / 石原プロ）
- 特別機動捜査隊 第775話「浅草喜劇役者」（1976年、NET / 東映） - 寺島支配人
- ベルサイユのトラック姐ちゃん 第9話「花の素肌が燃えるとき」（1976年、NET / 東映） - 東竜会幹部・船木
- 桃太郎侍（NTV / 東映）
  - 第15話「花の乙女の夢が散る」（1977年） - 大関修理亮
  - 第54話「闇をさく妖剣」（1977年）- 仙場
  - 第77話「男涙のけつねうどん」（1978年） - 沢田鬼十郎
  - 第119話「女宿無し恋の雨」（1979年） - 一文字宗風の用心棒
  - 第132話「男の別れに散る桜」（1979年） - 網干
  - 第252話「花の吉原学問修行」（1981年） - 片倉大膳
- 人形佐七捕物帳 第4話 過去を見失った男 (1977年、ANB / 東映） - 源次
- 大都会 PARTII 第32話「刑事黒岩の命」（1977年、NTV / 石原プロ） - 針尾組幹部・吉岡
- 達磨大助事件帳 第8話「仇討ち女だるま」（1977年、ANB / 前進座 / 国際放映） - 伊豆屋政五郎
- 大追跡（1978年、NTV / 東宝）
  - 第5話「潜入刑事」
  - 第20話「日の丸愚連隊」- 北浜署・辻部長刑事
- 若さま侍捕物帳 第7話「参上!! 悪魔の使者」（1978年、ANB / 国際放映 / 前進座）
- 大空港 第7話「暗号名 ジャッカルを追え!」（1978年、CX / 松竹） - ヘンリー紺野
- 西遊記 第12話「御三家妖怪追放作戦」（1978年、NTV / 国際放映） - 虎力大仙
- 新・座頭市 第3シリーズ 第10話「市の茶碗」（1979年、CX / 勝プロ） - 伝八
- 江戸を斬る (TBS / C.A.L)
  - 江戸を斬るV 第7話「御用金奪還! 暁の追跡」（1980年） - 紋次
  - 江戸を斬るVIII 第9話「桜吹雪の大芝居」（1994年） - 鬼頭
- 大激闘マッドポリス'80 第7話「地下銀行襲撃」（1980年、NTV / 東映）
- 暴れん坊将軍シリーズ（ANB / 東映）
  - 吉宗評判記 暴れん坊将軍
    - 第49話「生かす殺すは筆一本」（1979年） - 綿貫玄蕃
    - 第59話「賭けた命が纏に燃える」（1979年） - 岸田幸之助
    - 第72話「紅花で染めた復讐」（1979年） - 佐東逸平
    - 第87話「八百万石を狙う凶弾」（1979年） - 九郎助
    - 第160話「春を待たずに散った花」（1981年） - 田所兵馬
    - 第174話「尾道夕燒け・仇討ち」（1981年） - 石田頼母
    - 第191話「吉原、木枯し 女の涙」（1981年） - 大八
    - 第206話「泣くな太郎吉! 男の子」（1982年4月24日） - 権次

  - 暴れん坊将軍II
    - 第7話「わらべ地蔵の子守唄」（1983年） - 牛松
    - 第24話「おふう恋燈籠」（1983年） - 鮫三
    - 第41話「嵐を呼んだ身代わり観音」（1983年） - 儀兵衛
    - 第56話「たらちねの恋の歌留多の乱れ舞い!」（1984年） - 村上主膳
    - 第73話「暴走! 哀しき愚連隊」（1984年） - 平尾利七郎
    - 第101話「吉宗 越前 白洲の対決!」（1985年） - 猿の長次
    - 第150話「吉宗危うし、消えた御神刀!」（1986年） - 児玉
    - 第164話「秘境! 湯けむりに消えた女」（1986年） - 仁兵衛
    - 第185話「妖艶、因幡の白うさぎ!」（1987年） - 藤巻弥十郎

  - 暴れん坊将軍III
    - 第9話「炎に消えた女囚!」（1988年）- 岡本征四郎(夜烏の征四郎)
    - 第34話「男無用のつっぱり十手!」（1988年） - 柳沼主水
    - 第63話「散るは望郷はぐれ花!」（1989年） - 千石屋助六
    - 第105話「惚れて深川 あゝ八千両」（1990年） - 利平
    - 第124話「流転笠、江戸のつむじ風!」（1990年） - 沖島紋太夫

  - 暴れん坊将軍IV
    - 第14話「恋の細道、通りゃんせ!」（1991年） - 原島重兵衛
    - 第26話「江戸城反乱! 連判状に仕掛けられた罠!!」（1991年） - 兵頭一之進
    - 第34話「命無用! おやこ十手」（1991年） - 島崎八郎
    - 第46話「男一匹! め組の紋次郎が燃えた!!」（1992年） - 辻
    - 第61話「嵐呼ぶよな島帰り!」（1992年） - 安五郎

  - 暴れん坊将軍V
    - 第2話「隠居金千両の行方」（1993年） - 今泉
    - 第25話「盗っ人新さん、二代目襲名!」（1993年） - 小鼠の円蔵
    - 第39話「偽将軍様の悪党退治!?」（1994年） - 古田半次郎

  - 暴れん坊将軍VI
    - 第5話「頑張れ! 江戸っ子若君」（1994年） - 口入屋伝六
    - 第16話「俺は天下の偽将軍」（1995年） - 馬場半太夫
    - 第39話「死を呼んだ悲願花」（1995年） - 荒川清吉郎

  - 暴れん坊将軍VII
    - 第15話「花の板前、妻敵討ち!」（1996年） - 安藤刑部

  - 暴れん坊将軍IX
    - 第5話「熱くてたまらない! 将軍に惚れた若後家」（1998年） - 辰巳屋儀右衛門
    - 第20話「燃え上る恋の炎! 出世を捨てた若大名」（1999年） - 備中屋喜平
    - 第29話「消えた密書! くの一が愛した男」（1999年） - 黒川伊賀守

  - 暴れん坊将軍X
    - 第18話「罠に落ちた女の夢! あの頃の私に戻りたい」（2001年） - 徳兵衛
- 長七郎天下ご免!（東映 / ANB）
  - 第73話「母の祈りの祭り太鼓」（1981年）- 大野木時政
  - 第90話「参上!薪割り剣法」（1981年） - 古川弥兵衛
  - 第110話「春一番、みちのくの男」（1982年） - 室月頼母
- 影の軍団シリーズ（KTV / 東映）
  - 影の軍団III 第21話「忍者を狩る美女」（1982年）
  - 影の軍団IV 第9話「拾った女に手を出すな」（1985年） - 浅見兵太夫
- 新・必殺仕事人 第45話「主水 心配する」（1982年、ABC / 松竹） - 久保寺作蔵
- 源九郎旅日記 葵の暴れん坊（ANB / 東映）
  - 第5話「誰がために鍔は鳴る」（1982年） - 左右八
  - 第20話「燃やせ玄海 男の炎」（1982年） - 的場左源太
  - 第31話「すっぽん夫婦ながれ唄」（1982年） - 黒滝屋
- 遠山の金さん （ANB / 東映）※高橋英樹版
  - 第1シリーズ 
    - 第10話「高砂や! 泣いて笑った花嫁御寮」（1982年）
    - 第27話「大屋根に立つ美貌の女盗賊!」（1982年）- 三郎太
    - 第38話「浮世絵が招いた将軍暗殺!」（1983年）- 伊藤三十郎
    - 第62話「非情の再会・闇街道に消えた女」（1983年）
    - 第89話「決死の殴り込み・死装束の遠山金四郎!」（1984年）- 田宮新八
    - 第103話「夜叉面の罠! 愛に棄てられた女」（1984年）- 権六
- 火曜サスペンス劇場 / 名無しの探偵2 愛の疑惑（1983年、NTV / STAFF アズバーズ）
- 大奥 第48話「悲恋の皇女和宮」・第49話「江戸城のおさな妻」（1984年、KTV / 東映） - 島田左近
- 弐十手物語 第9話「散歩する死者」（1984年、CX / 東映）
- 時代劇スペシャル「乾いて候 お毒見役必殺剣」（1984年、CX）
- ビートたけしの学問ノススメ 第10話「賛美歌ハ怖イヨー」（1984年、TBS）
- 若大将天下ご免! 第15話「騒然 大江戸べっぴん競べ!」（1987年、ANB / 東映） - 黒木典膳
- 三匹が斬る! シリーズ（ANB / 東映）
  - 続・三匹が斬る! 第3話「上様の、茶は甘いかしょっぱいか」（1988年12月15日）- 丹阿弥の供侍
  - 続続・三匹が斬る! 第1話「帰ってきた三匹!九州路 取るは天下か はたまた夢か」（1990年1月4日）- 山岡針康
  - 新・三匹が斬る! 第13話「松島や、義賊に惚れた花一輪」（1992年) - 新兵衛
  - 痛快・三匹が斬る! 第10話「偽姉弟、討って討たれて夢芝居」（1995年）
- 子連れ狼 冥府魔道の刺客 （1989年、ANB / 東映）
- 将軍家光忍び旅 （ANB / 東映）
  - 第1シリーズ 第3話「日蔭に咲くか 夫婦武士道」（1990年） - 吉十郎
  - 第1シリーズ 第20話「鈴鹿、なみだの夫婦唄」（1991年）- 岩木半兵衛
  - 第2シリーズ 第5話「父と娘が守る無法の街!」（1991年） - 黒田伝蔵
  - 第2シリーズ 第5話「小諸城の危機、偽将軍と偽殿様」（1992年） - 夜桜の伝蔵
- 大岡越前（TBS / C.A.L）
  - 第11部 第1話、第2話「吉宗暗殺の野望」（1990年4月23、30日） - 鱶七
  - 第12部
    - 第1話「大岡越前」（1991年10月11日） - 紋太
    - 第20話「帰らぬ父は御金蔵破り」（1992年3月2日） - 鳴滝の清六

  - 第13部 第23話「凶賊は義母の仲間」（1993年4月19日） - 弁天の唐五郎
- 名奉行 遠山の金さん（ANB / 東映）
  - 第3シリーズ
    - 第11話「尼僧に忍びよる黒い影」（1990年） - 陶東九郎
    - 第25話「京の姫君の妖しい誘惑」（1991年） - 道明

  - 第4シリーズ 第15話「覗かれた砂絵の女」（1992年） - 鱶七
  - 第5シリーズ 
    - 第2話「お婆ちゃんは見た」（1993年） - 猿渡甚内
    - 第19話「大奥に消えた殺人者」（1993年）- 柿田陣十郎

  - 第6シリーズ 第17話「催眠殺人の姉弟」（1994年） - 升蔵
- 艶姿! 初春 照姫七変化（1991年1月9日、CX / 東映） - 寅五郎
- あばれ八州御用旅 （TX / ユニオン映画）
  - 第2シリーズ 第16話「女三度笠 涙の迷子札」（1991年） - 新田の勝五郎
  - 第4シリーズ 第1話「男涙の大利根無情! 抜け荷街道の謎を追え!」（1994年） - 飯岡の助五郎
- 八百八町夢日記 （NTV / ユニオン映画）
  - 第2シリーズ 第7話「灯明台の灯を守れ」（1991年） - 植村
  - 第2シリーズ 最終話「夢之介最大の危機」（1992年） - 五月雨の紋三
- 水戸黄門（TBS/ C.A.L）
  - 第21部
    - 第9話「密命帯びた忍び妻 -杵築-」（1992年6月1日） - 峯岸鬼十郎
    - 第29話「狙われた御用金 -高崎-」（1992年10月19日） - 梵天

  - 第27部 第10話「父子つないだ献上箔椀 -浄法寺-」（1999年5月24日） - 荒馬の甲子蔵
  - 第28部 第18話「大人もビックリ!天才少年 -枚方-」（2000年7月17日） - 大黒屋弥兵衛
- 半七捕物帳 第17話「恋仇! 五十両の賞金首」（1993年、NTV / ユニオン映画） - 印幡の伝造
- 隠密奉行朝比奈 第2シリーズ 第1話「南国土佐 よみがえる海賊船」（1999年、フジテレビ） - 北斗の左源太
- 嫁はミツボシ。 （2001年、TBS）
- 土曜ワイド劇場 / 加賀百万石嫁とり殺人（2003年、ANB / 大映テレビ）
- リバースエッジ 大川端探偵社 第1話「最後の晩餐」（2014年、TX） - 高城組組長

### Vシネマ
- 新・第三の極道（1996年） - 相馬健太郎
- 真・雀鬼5 新宿麻雀決戦（2000年、竹書房） - 雀荘客
- 実録 青森抗争(2002年 ミュージアム)
- 実録・名古屋やくざ戦争 統一への道3（2004年） - 松家多部連合多部本家三代目総長 笠原茂巳
- 総長賭博（2004年） - 熊谷のセコンド
- 実録・東声会 初代・町井久之 暗黒の首領（2006年） - 大物右翼 玉城誉志人（→日本プロレス協会会長）
- 龍が如く 〜序章〜（2006年） - 堂島組組長 堂島宗兵
- 実録 外道の群れ 流血の鎮魂歌（2007年） - 岩政一家総裁 中原康平
- 首領の一族（2007年）全2作 - 青雲会 三島ソウキチ
- 闇金の帝王（2007年）
- ビジネスマン必勝講座 ヤクザに学ぶ指導力（2007年）第三話「明日に向かって撃て!」 - D興業 D会長
- 首領の野望（2008年） - 野田(元 刑事、神代徹の父の元相棒)
- 哀愁のヒットマン（2008年） - 林金明(売人)
- 暗黒街の帝王〜カポネと呼ばれた男〜（2008年） - 情報屋
- 実録・銀座警察 義侠（2008年）全2作 - 港橋一家壮竜会会長 稿野島弥太郎
- BLACK MAFIA 絆 完結編 （2009年、GPミュージアム） - 関東八代連合総長 松村会会長 松村圭祐
- 松方弘樹の名奉行金さん2009 （2009年、GPミュージアム）
- ザ・ボディガード（2010年） - 大道ケン(画家、日本現代美術協会会長）
- ギャングコネクション（2010年、監修：曽根晴美） - 当たり屋(日向の元オジキ)
- 極道の姐（2014年） - 居酒屋の大将
- 武闘派の道（2015年） - 菅生
- 列島分裂 東西10年抗争（2016年、企画・監修：曽根晴美） - 関西龍山会若頭 剛龍会会長 安田剛
- 仁義のはらわた（2016年）全2作 - 関東睦会若頭 三代目龍仁一家総裁 菅生剛志

## プロデュース / 企画 / 監修 作品
プロデュース
- 仁義なき野望（1996年、東映ビデオ）
- 仁義なき野望2（1997年、東映ビデオ）
- 仁義なき野望3 狼（1998年、東映ビデオ）

企画
- 極道恐怖大劇場 牛頭 GOZU（2003年、オフィスアスク）
- 破門組（2015年、主演：原田龍二）企画・監修
- 列島分裂 東西10年抗争（2016年、主演：松方弘樹）企画・監修

監修
- 首領の一族（2007年、主演：松方弘樹）
- 首領の野望（2008年、主演：曽根悠多）
- 哀愁のヒットマン（2008年、主演：松方弘樹）
- 暗黒街の帝王 カポネと呼ばれた男（2008年、主演：松方弘樹）
- ザ・ボディガード（2010年、主演：松方弘樹）
- ギャングコネクション（2010年、主演：松方弘樹）
- 極道の姐（2014年、主演：仁支川峰子）
- 武闘派の道（2015年、主演：松方弘樹）

## 音楽

### シングル
| 発売日             | 規格             | 規格品番         | 面               | タイトル                     | 作詞                  | 作曲             | 編曲             |
| テイチクレコード   | テイチクレコード | テイチクレコード | テイチクレコード | テイチクレコード             | テイチクレコード      | テイチクレコード | テイチクレコード |
| ------------------ | ---------------- | ---------------- | ---------------- | ---------------------------- | --------------------- | ---------------- | ---------------- |
| 1966年             | EP               | SN-379           | A                | 北海無情                     | 川野知介              | 不祥             | 村沢良介         |
| 1966年             | EP               | SN-379           | B                | 港のジョー                   | 岩城かずみ            | 村沢良介         | 村沢良介         |
| ビクターレコード   |                  |                  |                  |                              |                       |                  |                  |
| 1968年             | EP               | SV-1048          | A                | ホステス・ブルース           | 葉村純子 補：川内康範 | 曽根幸明         | 曽根幸明         |
| 1968年             | EP               | SV-1048          | B                | どこまでも                   | 川内康範              | 曽根幸明         | 曽根幸明         |
| キャニオンレコード |                  |                  |                  |                              |                       |                  |                  |
| 1984年12月21日     | EP               | 7A0453           | A                | 酒は男の子守唄               | たきのえいじ          | たきのえいじ     | 南郷達也         |
| 1984年12月21日     | EP               | 7A0453           | B                | 男って悪いね ほんとに…悪いね | 吉田旺                | 幸耕平           | 南郷達也         |